# Škoda Karoq
Škoda Karoq es un SUV del segmento C de cinco plazas de la marca Škoda. Se presentó en 2017 y viene a sustituir al Skoda Yeti. En un principio se esperaba que fuera la segunda generación manteniendo el nombre pero finalmente se decidió renovarlo usando uno nuevo. El diseño de este nuevo modelo está basado en el SEAT Ateca, con unas líneas muy similares pero diferenciadolo de este. 

## Presentación
Con la llegada del Karoq se completa la gama SUV con la versión de 5 plazas de tamaño medio, basado en el SEAT Ateca y con un diseño muy similar a su hermano mayor de 7 plazas el Škoda Kodiaq. Todos ellos desarrollas con la plataforma MQB y desarrollados en  misma planta de Škoda en Kvasiny.

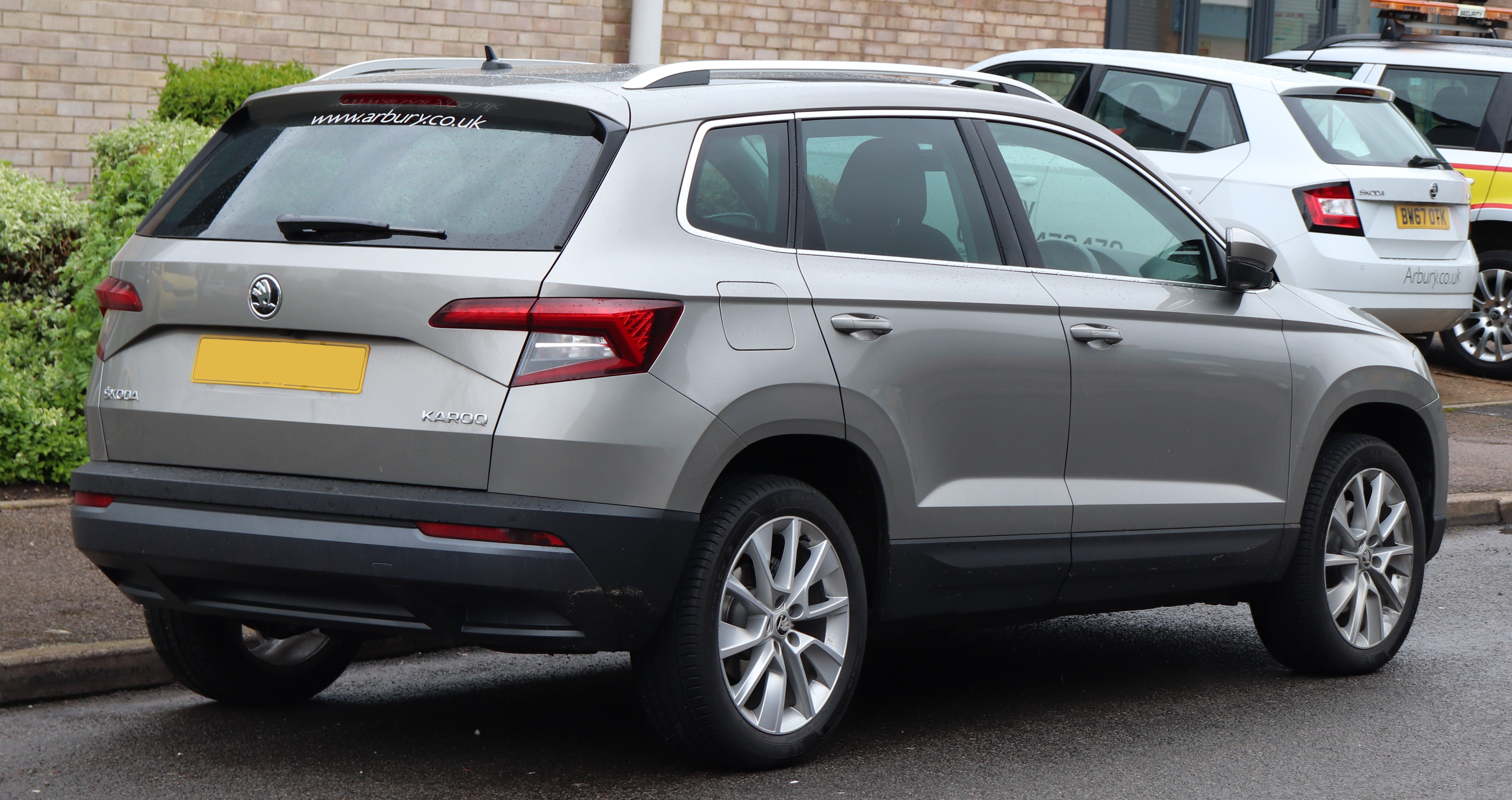
Parte trasera.

### Acabados
El modelo en un principio cuenta con tres acabados que son:
- Active
- Ambition
- Style

### Motorizaciones
Todas las versiones cuentan con opción de transmisión manual de 6 velocidades o automática DSG de 7 velocidades. El sistema de tracción total es opcional a partir del acabado Ambition y de serie en el motor 2.0 TDI de 190 CV.
| Periodo                        | 2017-presente                                     | 2017-presente                                               |
| Identificación del motor       | CHZD                                              | DADA                                                        |
| Tipo de motor                  | L3 12v, inyección directa, turbo, intercooler     | L4 16v, inyección directa, ciclo Miller, turbo, intercooler |
| Diámetro x carrera             | 74.5 mm × 76.4 mm                                 | 74.5 mm × 85.9 mm                                           |
| Cilindrada                     | 999 cm³                                           | 1498 cm³                                                    |
| Relación de compresión         | 10.5: 1                                           | 10.5: 1                                                     |
| Potencia máxima: CV (kW) @ rpm | 115 CV (85 kW) @ 5000-5500                        | 150 CV (110 kW) @ 5000-6000                                 |
| Par máximo: Nm @ rpm           | 200 Nm @ 2000-3500                                | 250 Nm @ 1500-3500                                          |
| Tracción                       | Delantera                                         | Delantera / Total (4x4)                                     |
| Transmisión                    | Manual, 6 velocidades / Automática, 7 velocidades | Manual, 6 velocidades / Automática, 7 velocidades           |
| Peso                           | 1340-1426 kg                                      | 1393-1474 kg                                                |
| Aceleración 0–100 km/h         | 10.6 s                                            | 8.4 s                                                       |
| Velocidad máxima               | 187 Km/h                                          | 204 Km/h                                                    |
| Consumo combinado (L/100 km)   | 5.3                                               | 5.1                                                         |
| Normativa anticontaminación    | Euro 6                                            | Euro 6                                                      |

| Periodo                        | 2017-presente                                              | 2017-presente                                              | 2018-presente                                              |
| Identificación del motor       | DDYA                                                       | DFGA                                                       | DFHA                                                       |
| Tipo de motor                  | L4 16v, inyección directa, common-rail, turbo, intercooler | L4 16v, inyección directa, common-rail, turbo, intercooler | L4 16v, inyección directa, common-rail, turbo, intercooler |
| Diámetro x carrera             | 79.5 mm × 80.5 mm                                          | 81.0 mm × 95.5 mm                                          | 81.0 mm × 95.5 mm                                          |
| Cilindrada                     | 1598 cm³                                                   | 1968 cm³                                                   | 1968 cm³                                                   |
| Relación de compresión         | 16.5: 1                                                    | 16.5: 1                                                    | 16.5: 1                                                    |
| Potencia máxima: CV (kW) @ rpm | 115 CV (85 kW) @ 3250-4000                                 | 150 CV (110 kW) @ 3500-4000                                | 190 CV (140 kW) @ 3500-4000                                |
| Par máximo: Nm @ rpm           | 250 Nm @ 1500-3250                                         | 340 Nm @ 1750-3000                                         | 400 Nm @ 1750-3250                                         |
| Tracción                       | Delantera                                                  | Delantera / Total (4x4)                                    | Total (4x4)                                                |
| Transmisión                    | Manual, 6 velocidades / Automática, 7 velocidades          | Manual, 6 velocidades / Automática, 7 velocidades          | Automática, 7 velocidades                                  |
| Peso                           | 1426-1501 kg                                               | 1561-1665 kg                                               | -                                                          |
| Aceleración 0–100 km/h         | 10.7 s                                                     | 8.9 s                                                      | 7.8 s                                                      |
| Velocidad máxima               | 188 Km/h                                                   | 207 Km/h                                                   | 211 Km/h                                                   |
| Consumo combinado (L/100 km)   | 4.5                                                        | 4.4                                                        | 5.3                                                        |
| Normativa anticontaminación    | Euro 6                                                     | Euro 6                                                     | Euro 6                                                     |